# Don't Cry Wolf (London)
Don't Cry Wolf è il secondo album dei London, uscito nel 1986 per l'Etichetta discografica Metalhead Records.

## Tracce
1. Drop the Bomb
2. Set Me Free
3. Hitand Run Lover
4. Under the Gun
5. Oh Darling
6. Fast As Light
7. Put Out the Fire
8. Killing Time
9. We Want Everything
10. For Whom the Bell Tolls

## Formazione
- Nadir D'Priest - voce
- Lizzie Grey - chitarra
- Brian West - basso
- Wailin' J. Morgan - batteria
- David Carr - tastiere